# Носковский сельсовет (Красноярский край)
Носковский сельсовет — административно-территориальная единица, выделявшаяся в составе Усть-Енисейского района Таймырского Долгано-Ненецкого автономного округа.

## История
Носковский сельсовет как административно-территориальная единица существовал до 1989 года, после 1989: администрация посёлка Носок Усть-Енисейского района (подчинённая администрации Усть-Енисейского района).
Официально с 1999 года: территория, подведомственная администрации Усть-Енисейского района.
При образовании к 1 января 2005 года Таймырского Долгано-Ненецкого муниципального района территория Носковского сельсовета вошла в состав территории сельского поселения Караул.
В 2010 году были приняты Закон об административно-территориальном устройстве и реестр административно-территориальных единиц и территориальных единиц Красноярского края, провозгласившие отсутствие сельсоветов в Таймырском Долгано-Ненецком и Эвенкийском районах как административно-территориальных единицах с особым статусом. В Таймырском Долгано-Ненецком автономном округе в границах сельских поселений были утверждены составные территориальные единицы, образованные сельскими населёнными пунктами.
Как единица статистического учёта сельсовет фигурировал в сборнике по результатам переписи 2002 года (часть 14. Сельские населённые пункты) наряду с сельской администрацией.
В ОКАТО сельсовет учитывался до 2011 года.

## Населённые пункты
| № | Населённый пункт | Тип населённого пункта | Население |
| - | ---------------- | ---------------------- | --------- |
| 1 | Носок            | посёлок                | ↗1798     |
| 2 | Поликарповск     | посёлок                | 33        |